# Liste von Persönlichkeiten aus Campione d’Italia
Diese Liste enthält in Campione d’Italia geborene Persönlichkeiten und solche, die in Campione d’Italia ihren Wirkungskreis hatten, ohne dort geboren zu sein. Die Liste erhebt keinen Anspruch auf Vollständigkeit.
Campionesen (Künstler): Sammelbegriff für Baumeister und Bildhauer aus Campione am Luganersee und Umgebung, die vor allem in der Lombardei, Ligurien und Venetien tätig waren

## Persönlichkeiten
- Totone da Campione (um 750–nach 807), Adeliger, Grundbesitzer in Sottoceneri, Como, Mailand und Piacenza.
- Anselmo da Campione (vor 1130–um 1190), italienischer Bildhauer der frühen Gotik. Er gehört zu den ersten urkundlich belegten Magistri Campionesi. Wahrscheinlich lernte er in Arles und arbeitete an der Kathedrale von Modena gegen 1160.
- Alberto da Campione (* um 1190 in Campione d’Italia; † um 1245 in Modena), Sohn des Anselmo, Architekt und Bildhauer tätig an der Kathedrale von Modena[2][3]
- Jacopo da Campione (* um 1190 in Campione d’Italia; † um 1245 in Modena), Onkel von Arrigo, Architekt und Bildhauer tätig an der Kathedrale von Modena[4][5]
- Arrigo da Campione oder Enrico da Campione (* um 1220–um 1270), Bildhauer, Architekt, Sohn des Otacio und Enkel des Anselmo, am 30. September 1244 erneuerte er den von seinem Großvater geschlossenen Vertrag, welcher ihm und seinen Erben Arbeit am Bau des Kathedrale von Modena mit fester Besoldung sicherte.
- Egidio da Campione (* um 1265 in Campione d’Italia, † nach 1311 ebenda ?), Architekt an der Kathedrale von Trient[6]
- Arrigo da Campione (* um 1280 in Campione d’Italia; † um 1340 in Modena?), Enkel von Arrigo, Architekt und Bildhauer, 1319 beendete er die achteckige Krönung des Ghirlandinaturms und schnitzte 1332 die hölzerne, mit zahlreichen Statuen geschmückte Kanzel der Kathedrale.[7][8]
- Ugo da Campione (um 1280–um 1360), Bildhauer in Brescia und Bergamo.
- Giacomo da Campione (* um 1300 in Campione d’Italia; † um 1354 ebenda), Bruder von Bonino, Baumeister tätig an der Kathedrale von Trient[9]
- Giovanni da Campione (* um 1320 in Campione d’Italia; † um 1375 in Bergamo ?), Sohn des Ugo, italienischer Bildhauer der Gotik, Baumeister, 1348 erbaute er mit Comolo da Osteno die Preposituralkirche in Bellano[10][11][12][13]
- Zenone da Campione (um 1330–um 1376), Bildhauer. Über dem Portal des Doms von Spilimbergo schuf er dieses Bogenfeld (Lünette) mit der Krönung Mariens.
- Giacomo da Campione (um 1335–1398), Bildhauer, Architekt. Ab 1387 war er an der Mailänder Dombauhütte beschäftigt und nahm 1396 an der Grundsteinlegung der Certosa di Pavia teil.
- Matteo da Campione (1335–1396), italienischer Bildhauer der Gotik tätig an der Fassade des Doms von Monza und in Mailand.
- Antonio da Campione (* um 1340 in Campione d’Italia; † nach 1361 in Bergamo ?), Schüler des Giovanni, ein Bildhauer[14][15]
- Giovanni da Campione (* um 1345 in Campione d’Italia; † um 1395 in Bergamo ?), Sohn des Giovanni, ein Bildhauer[16]
- Andreolo da Campione (* um 1350 in Campione d’Italia; † um 1400 in Mailand), Steinmetz, am 4. Oktober 1387 arbeitete er mit 22 anderen Künstlern aus der Gegend des Luganersees am Mailänder Dom.[17]
- Domenico Bocio de Campione (* um 1360 in Campione d’Italia; † nach 1401 ebenda), Bildhauer an der Certosa di Pavia[18]
- Giovanni da Campione (* um 1370 in Campione d’Italia; † nach 1401 in Como), Sohn von Bonino, Bildhauer tätig an der Dom zu Como[19][20]
- Alberto da Campione genannt Bertollo (* um 1370 in Campione d’Italia; † nach 1404 in Mailand?), Sohn von Nicola, Bildhauer tätig im Mailänder Dom[21][22][23]

- Künstlerfamilie Frisoni 
  - Marco da Campione genannt Frisoni (* um 1355 in Campione d’Italia; † 10. Juli 1390 in Mailand), Bildhauer, Architekt, Ingenieur[24][25]
  - Antonio Frisoni (* um 1390 in Campione d’Italia; † nach 1422 in Mailand?), Bildhauer tätig im Mailänder Dom[26]
  - Domenico Frisoni (* um 1450 in Campione d’Italia; † nach 1482 in Ferrara), Sohn des Antonio, Bildhauer tätig in Bologna und Ferrara[27]

- Antonio da Campione (* um 1430 in Campione d’Italia; † nach 1474 in La Spezia ?), Festungsarchitekt in La Spezia[28][29]
- Giovanni da Campione (* um 1435 in Campione d’Italia; † nach 1491 in Genua), Sohn des Andrea, Vater des Giacomo, Architekt[30][31]
- Tommaso Fiamberti (* um 1465 in Campione d’Italia; † nach 21. Januar 1525 in Cesena), Bildhauer in Toskana und in der Kathedrale von Taranto[32][33][34]
- Giovanni Fiamberti (* um 1480 in Cesena; † nach 1518 ebenda), Sohn des Tommaso, Bildhauer[35]
- Giacomo da Campione (* um 1475 in Campione d’Italia; † nach 1506 ebenda ?), Bildhauer in der Kirche Santa Maria di Castello in Genua[36][37]
- Giovanni da Campione (* um 1510 in Campione d’Italia; † nach 1563 in Prag ?), Bildhauer, Stuckateur, Sgraffitokünstler arbeitete in Prag im Veitsdom mit Giovanni Maria Aostalli, Paolo Stella, Giovanni Spazzi, Giuseppe Soldati, Domenico Maggi und Giovanni Giorgioli[38][39][40]

- Künstlerfamilie Bono 
  - Bonino da Campione (um 1325–um 1397), Bildhauer. Sein bekanntestes Werk ist das Denkmal, das er zum Andenken an Cansignorio della Scala († 1375) an der Fassade der Kirche Santa Maria Antica in Verona schuf
  - Giovanni Bon (um 1380–nach 1443), Sohn des Bertuccio, Bildhauer in Venedig.
  - Bonino da Campione oder da Milano (um 1385–nach 1427), Bildhauer in Split.
  - Pantaleone Bono (* um 1400 in Campione d’Italia; † nach 1443 in Venedig), Bildhauer seit 1424 mit Giovanni und Bartolomeo tätig am Wiederaufbau des alten Dogenpalastes[41]
  - Bartolomeo Bon senior (um 1405–nach 1466) (Bürgerort Campione d’Italia), Sohn des Giovanni, Bildhauer ist der Schöpfer der Porta della Carta
  - Bartolomeo Bono Junior (* um 1460 in Venedig; † nach 1524 ebenda), (Bürgerort Campione d’Italia), Bildhauer, Architekt des Kapitels San Rocco in Venedig[42][43]
- Künstlerfamilie Bianchi [44]
  - Matteo Bianco (* um 1430 in Campione d’Italia; † 2. August 1477 in Venedig), Steinmetz[45]
  - Lodovico Bianco (* um 1450 in Venedig; † 6. September 1498 in Venedig), Sohn von Matteo, Bildschnitzler[46]
  - Luca Bianco (* um 1470 in Venedig; † nach 1495 in Venedig), Sohn von Lodovico, Bildschnitzler[47]
  - Pompeo Bianchi senior (* um 1550 in Campione d’Italia; † nach 1600 ebenda), Ingenieur an der Dombauhütte in Como. Um 1580 baute er den Vierungsturm und die Kuppel der Wallfahrtskirche Santuario della Madonna di Tirano in Tirano.[48][49]
  - Isidoro Bianchi (1581–1662), Sohn des Bernardino, Stuckateur und Kunstmaler.
  - Bartolomeo Bianco (Baccio) (um 1585–1657), Architekt und Kriegsbaumeister in Genua.
  - Giovanni Battista Bianco (* um 1600 in Campione d’Italia oder Coldrerio?; † 1657 in Genua), 2. Sohn des Bartolomeo (Baccio), Architekt und Kriegsbaumeister[50][48]
  - Pompeo Bianchi junior (* 1602 in Campione d’Italia; † 1683 ebenda), Sohn von Isidoro, Maler, Stuckateur. Er arbeitete mit seinem Vater und seinem Bruder im Castello del Valentino, Turin (1646) und in der Kirche Madonna dei Ghirli, Campione (1648).[48][51]
  - Francesco Bianchi (* um 1605 in Campione d’Italia; † nach 1654 ebenda), Sohn von Isidoro, Stuckatur, Maler. Er arbeitete in der Wallfahrtskirche Madonna dei Ghirli in Campione d’Italia; im Castello del Valentino in Turin; und in der Wallfahrtskirche Madonna della Caravina in Cressogno, Valsolda[48][52][53]
  - Gerolamo Bianchi (* um 1605 in Campione d’Italia; † nach 1650 ebenda), Neffe von Isidoro, Stuckatur, Maler. Er arbeitete mit seinem Onkel in der Wallfahrtskirche Madonna della Caravina in Cressogno am Luganersee[48]
  - Pietro Bianchi genannt il Bustino (das Leibchen) (* um 1640 in Campione d’Italia; † um 1720 ebenda), Maler. Er war ein Findelkind, eventuell wurde er von den Malern Isidoro Bianchi aus Campione oder dessen Sohn Pompeo Bianchi junior adoptiert. Ihm werden Fresken in rund 50 Kirchen in der Lombardei zugeschrieben. Ferner im Kanton Tessin: in Castel San Pietro TI vier Heilige am Gewölbe der Pfarrkirche Sant’Eusebio (1686–1690) und weitere Fresken in den Kirchen Sant’Antonino und San Carlo. In Morbio Superiore Fresken in der Kirche Sant’Anna (1705) und in Morbio Inferiore in der Kirche San Giorgio.[48]
  - Giovanni Battista Bianchi (* um 1662 in Campione d’Italia; † 9. September 1722 in St. Florian (Linz-Land)), Steinmetz, Architekturbildhauer.[54][55][56][57]
- Künstlerfamilie Brocco/Brocchi [58]
  - Giovanni Andrea Brocco (* um 1430 in Campione d’Italia; † nach 1474 in La Spezia?), Bildhauer[59]
  - Andrea di Giovanni Brocchi (* um 1460 in Campione d’Italia; † nach 1500 in Genua), Bildhauer[60]
  - Francesco Brocchi (* um 1470 in Campione d’Italia; † nach 31. März 1513 ebenda ?), Sohn von Antonio, Bildhauer an der Certosa di Pavia[61]
  - Antonio Brocco (* um 1520 in 1595 in Prag), Bildhauer, Stuckateur. Er schuf in Residenzschloss Dresden und Prag. Ab um 1558 war er in Prag tätig, wo er 1569 das Bürgerrecht erhielt. Dort fertigte er 1564–1568 vor dem Belvedere-Schloss der Prager Burg den Singenden Springbrunnen, der zu den schönsten Renaissancebrunnen nördlich der Alpen zählt. 1574–1577 schuf er einen Marmorbrunnen im Schloss Litomyšl in Ostböhmen, das von Giovanni Battista und Ulrico Aostalli erbaut worden war[62][63][64][65]
  - Giovanni Antonio Brocco (* um 1550 in Campione d’Italia; † 10. November 1613 in Prag), Sohn des Antonio, Bildhauer, Stuckateur[66][67][68][69]
  - Carlo Brocco (* um 1550 in Campione d’Italia; †um 1610 in Prag), Bildhauer[64][70]
  - Abramo Brocco (* um 1560 in Campione d’Italia; † vor 1629 in Prag), Bildhauer, Stuckateur[71]
- Künstlerfamilie Solari 
  - Giacomo Solari (* um 1650 in Campione d’Italia; † um 1700 in Warschau ?), Architekt[72]
  - Antonio Solari (* 1700 in Campione d’Italia oder Cureglia ?; † 17. August 1763 in Warschau?), Architekt, Mitarbeiter des Józef Fontana[72]
- Benedetto Beltrami (um 1410–nach 1450), Bildhauer und Architekt in Sarzana.
- Marco della Bolla (* um 1525 in Campione d’Italia; † nach 1572 in Innsbruck), Bildhauer, Baumeister[73][74]
- Künstlerfamilie Bussi [75]
  - Giovanni Battista Bussi genannt Il Campione Lapicida (* um 1550 in Campione d’Italia; † 1622 in Prag), Steinmetz, Maurermeister, Prag schenkte ihm 1589 das Bürgerrecht, bis 1620 war er Zunftmeister. Bauinspektor der Stadt 1619, nach der Schlacht am Weißen Berg 1620 wurde er Bauaufseher des Schlosses Prag[76][77][78]
  - Zaccaria Bussi (* um 1570 in Campione d’Italia; † nach 1622 in Prag), Neffe von Giovanni Battista, Steinmetz, er war beim Bau des Palais Waldstein in Prag tätig.[78][79]
  - Luigi Bussi (* um 1573 in Campione d’Italia; † nach 1622 in Prag), Neffe von Giovanni Battista, Steinmetz[78]

- Francesco Verda (* um 1640 in Como; † nach 1666 ebenda ?), Bildhauer in Como[80]
- Michele Angelo Prevosti (* um 1675 in Campione d’Italia; † nach 1715 in Münstertal/Schwarzwald?), Stuckateur[81]
- Antonio Bezzola (* 3. Juni 1846 in Campione d’Italia; † 20. April 1929 in Mailand), Bildhauer[82][83]
- Cesare Rossi (* 21. September 1887 in Pescia; † 9. August 1967 in Rom), Politiker, Sozialist, revolutionärer Syndikalist[84]
- Doris Duranti (1917–1995), Filmschauspielerin, zu den am meisten gefeierten Diven der 1930er und 1940er Jahre in Italien.
- Mario Adorf (* 1930), Schauspieler, lebte in der Casa Gracia[85]
- Youssef Nada (* 17. März 1931; † 22. Dezember 2024) ägyptisch-italienischer Ingenieur und Führer der Muslimbrüder
- Sandro Vitalini (* 27. Februar 1935 in Campione d’Italia; † 5. Mai 2020 in Lugano), Priester, Theologe, Generalprovikar der Diozese Lugano, Dozent an der Universität Freiburg (Schweiz)[86]
- Angelo Maugeri (* 1942 in Motta Camastra), Sekundarlehrer und Schriftsteller, wohnt in Campione d’Italia[87]
- Wolfgang Sommerkamp (geboren am 11. September 1933 in Dortmund, gestorben am 3. September 2021 in Lugano/Schweiz) galt in den 1970er- und 1980er-Jahren als größter Funkgerätehersteller in Europa
- Fabrizio Mena (* 10. Juni 1956 in Mendrisio; † 3. Februar 2025 in Lugano), aus Campione d’Italia, Journalist und Historiker[88]

## Belege
1. ↑  Ursula Stevens: Magistri Campionesi. In: tessinerkuenstler-ineuropa.ch. 2016, abgerufen am 22. Oktober 2024.
2. ↑  Campione, Alberto da. In: Ulrich Thieme, Felix Becker (Hrsg.): Allgemeines Lexikon der Bildenden Künstler von der Antike bis zur Gegenwart. Begründet von Ulrich Thieme und Felix Becker. Band 1: Aa–Antonio de Miraguel. Wilhelm Engelmann, Leipzig 1907, S. 218 (Textarchiv – Internet Archive).
3. ↑  Celestino Trezzini: Alberto da Campione. S. 208; biblio.unibe.ch (PDF; 29 MB) abgerufen am 18. September 2017.
4. ↑  Celestino Trezzini: Jacopo da Campione. In Historisch-Biographisches Lexikon der Schweiz, Band 8, Supplement, S. 7 (PDF Digitalisat), abgerufen am 9. Oktober 2017
5. ↑  Iacopo da Campione. In: Hans Vollmer (Hrsg.): Allgemeines Lexikon der Bildenden Künstler von der Antike bis zur Gegenwart. Begründet von Ulrich Thieme und Felix Becker. Band 18: Hubatsch–Ingouf. E. A. Seemann, Leipzig 1925, S. 273 (biblos.pk.edu.pl).
6. ↑  Celestino Trezzini: Egidio da Campione. In: Historisch-Biographisches Lexikon der Schweiz, Band 8, Supplement, S. 55 (PDF Digitalisat), abgerufen am 9. Oktober 2017
7. ↑  Celestino Trezzini: Arrigo da Campione. S. 447; ( PDF biblio.unibe.ch), abgerufen am 18. September 2017
8. ↑  Arrigo da Campione (Memento vom 31. August 2017 im Internet Archive) (italienisch) auf campioneitalia.com, abgerufen am 22. Dezember 2016
9. ↑  Celestino Trezzini: Giacomo da Campione. In: Historisch-Biographisches Lexikon der Schweiz, Band 8, Supplement, S. 73 (PDF Digitalisat), abgerufen am 9. Oktober 2017
10. ↑  Comolo da Osteno – Internet Archive
11. ↑  Campione, Giovanni da. In: Ulrich Thieme, Felix Becker (Hrsg.): Allgemeines Lexikon der Bildenden Künstler von der Antike bis zur Gegenwart. Begründet von Ulrich Thieme und Felix Becker. Band 1: Aa–Antonio de Miraguel. Wilhelm Engelmann, Leipzig 1907, S. 580 (Textarchiv – Internet Archive).
12. ↑  Alessandro Giobbi: Testimonianze di storia e di cronaca del Comune di Claino con Osteno. Edizione dell’autore, Osteno 1971, S. 63.
13. ↑  Giovanni da Campione. In: artistiticinesi-ineuropa.ch. Abgerufen am 21. September 2024.
14. ↑  Campione, Antonio da. In: Ulrich Thieme, Felix Becker (Hrsg.): Allgemeines Lexikon der Bildenden Künstler von der Antike bis zur Gegenwart. Begründet von Ulrich Thieme und Felix Becker. Band 1: Aa–Antonio de Miraguel. Wilhelm Engelmann, Leipzig 1907, S. 580 (Textarchiv – Internet Archive).
15. ↑  Celestino Trezzini: Antonio da Campione. In Historisch-Biographisches Lexikon der Schweiz, Band 8, Supplement, S. 7 (PDF Digitalisat), abgerufen am 9. Oktober 2017
16. ↑  Campione, Giovanni da. In: Ulrich Thieme, Fred. C. Willis (Hrsg.): Allgemeines Lexikon der Bildenden Künstler von der Antike bis zur Gegenwart. Begründet von Ulrich Thieme und Felix Becker. Band 14: Giddens–Gress. E. A. Seemann, Leipzig 1921, S. 221 (Textarchiv – Internet Archive).
17. ↑  Celestino Trezzini: Andreolo da Campione. S. 371; (PDF biblio.unibe.ch), abgerufen am 18. September 2017
18. ↑  Celestino Trezzini: Domenico Bocio de Campione. In: Historisch-Biographisches Lexikon der Schweiz, Band 8, Supplement, S. 52 (PDF Digitalisat), abgerufen am 13. Oktober 2017
19. ↑  Campione, Giovanni da. In: Ulrich Thieme, Fred. C. Willis (Hrsg.): Allgemeines Lexikon der Bildenden Künstler von der Antike bis zur Gegenwart. Begründet von Ulrich Thieme und Felix Becker. Band 14: Giddens–Gress. E. A. Seemann, Leipzig 1921, S. 113 (Textarchiv – Internet Archive).
20. ↑  Scultori dello Stato di Milano (1395–1535): Giovanni da Milano [sic. S. 35, 36, 39.] In: share.usi.ch/arc. Abgerufen am 10. Dezember 2024.
21. ↑  Campione, Alberto da. In: Ulrich Thieme, Felix Becker (Hrsg.): Allgemeines Lexikon der Bildenden Künstler von der Antike bis zur Gegenwart. Begründet von Ulrich Thieme und Felix Becker. Band 1: Aa–Antonio de Miraguel. Wilhelm Engelmann, Leipzig 1907, S. 218 (Textarchiv – Internet Archive).
22. ↑  Celestino Trezzini: Bertollo de Campione. In Historisch-Biographisches Lexikon der Schweiz, Band 8, Supplement, S. 21 (PDF Digitalisat), abgerufen am 9. Oktober 2017
23. ↑  Scultori dello Stato di Milano (1395–1535): Alberto da Campione. S. 8, 35, 42, 59, Passim. In: share.usi.ch/arc. Abgerufen am 5. Dezember 2024.
24. ↑  Frisoni, Marco. In: Ulrich Thieme (Hrsg.): Allgemeines Lexikon der Bildenden Künstler von der Antike bis zur Gegenwart. Begründet von Ulrich Thieme und Felix Becker. Band 12: Fiori–Fyt. E. A. Seemann, Leipzig 1916, S. 496 (Textarchiv – Internet Archive).
25. ↑  Maria Cristina Loi: Frisoni, Marco. In: Fiorella Bartoccini (Hrsg.): Dizionario Biografico degli Italiani (DBI). Band 50: Francesco I Sforza–Gabbi. Istituto della Enciclopedia Italiana, Rom 1998.
26. ↑  Frisoni, Antonio. In: Ulrich Thieme (Hrsg.): Allgemeines Lexikon der Bildenden Künstler von der Antike bis zur Gegenwart. Begründet von Ulrich Thieme und Felix Becker. Band 12: Fiori–Fyt. E. A. Seemann, Leipzig 1916, S. 496 (Textarchiv – Internet Archive).
27. ↑  Campione, Domenico da. In: Ulrich Thieme (Hrsg.): Allgemeines Lexikon der Bildenden Künstler von der Antike bis zur Gegenwart. Begründet von Ulrich Thieme und Felix Becker. Band 12: Fiori–Fyt. E. A. Seemann, Leipzig 1916, S. 496 (Textarchiv – Internet Archive).
28. ↑  Antonio da Campione. In: Ulrich Thieme, Felix Becker (Hrsg.): Allgemeines Lexikon der Bildenden Künstler von der Antike bis zur Gegenwart. Begründet von Ulrich Thieme und Felix Becker. Band 1: Aa–Antonio de Miraguel. Wilhelm Engelmann, Leipzig 1907, S. 582 (Textarchiv – Internet Archive).
29. ↑  Celestino Trezzini: Antonio da Campione. In Historisch-Biographisches Lexikon der Schweiz, Band 8, Supplement, S. 7 (PDF Digitalisat), abgerufen am 9. Oktober 2017
30. ↑  Liste von Persönlichkeiten aus Campione d’Italia. In: Ulrich Thieme (Hrsg.): Allgemeines Lexikon der Bildenden Künstler von der Antike bis zur Gegenwart. Begründet von Ulrich Thieme und Felix Becker. Band 13: Gaab–Gibus. E. A. Seemann, Leipzig 1920, S. 58 (Textarchiv – Internet Archive).
31. ↑  Scultori dello Stato di Milano (1395–1535): Giovanni da Bissone [sic. S. 12, 86, 161–167, 169–171, 175, 176, 178, 180, 181, 186–189.] In: share.usi.ch/arc. Abgerufen am 10. Dezember 2024.
32. ↑  Celestino Trezzini: Tommaso Fiamberti. In Historisches-Biographisches Lexikon der Schweiz, Band 8, Supplement, S. 61 (PDF Digitalisat), abgerufen am 7. Oktober 2017
33. ↑  Fiamberti, Tommaso. In: Ulrich Thieme (Hrsg.): Allgemeines Lexikon der Bildenden Künstler von der Antike bis zur Gegenwart. Begründet von Ulrich Thieme und Felix Becker. Band 11: Erman–Fiorenzo. E. A. Seemann, Leipzig 1915, S. 526 (Textarchiv – Internet Archive).
34. ↑  Tommaso Fiamberti (italienisch) auf treccani.it/enciclopedia (abgerufen am 2. Januar 2017)
35. ↑  Fiamberti, Giovanni. In: Ulrich Thieme (Hrsg.): Allgemeines Lexikon der Bildenden Künstler von der Antike bis zur Gegenwart. Begründet von Ulrich Thieme und Felix Becker. Band 11: Erman–Fiorenzo. E. A. Seemann, Leipzig 1915, S. 526 (Textarchiv – Internet Archive).
36. ↑  Giacomo da Campione. In: Hans Vollmer (Hrsg.): Allgemeines Lexikon der Bildenden Künstler von der Antike bis zur Gegenwart. Begründet von Ulrich Thieme und Felix Becker. Band 18: Hubatsch–Ingouf. E. A. Seemann, Leipzig 1925, S. 273 (biblos.pk.edu.pl).
37. ↑  Scultori dello Stato di Milano (1395–1535): Giacomo da Campione. S. 42. In: share.usi.ch/arc. Abgerufen am 11. Dezember 2024.
38. ↑  Celestino Trezzini: Giovanni da Campione. In Historisch-Biographisches Lexikon der Schweiz. Band 8, Supplement, S. 73 (PDF Digitalisat), abgerufen am 9. Oktober 2017
39. ↑  Giovanni da Campione. In: artistiticinesi-ineuropa.ch. Abgerufen am 21. September 2024.
40. ↑  Campione, Johann de. In: Ulrich Thieme (Hrsg.): Allgemeines Lexikon der Bildenden Künstler von der Antike bis zur Gegenwart. Begründet von Ulrich Thieme und Felix Becker. Band 5: Brewer–Carlingen. E. A. Seemann, Leipzig 1911, S. 475 (Textarchiv – Internet Archive).
41. ↑  Celestino Trezzini: Pantaleone Bono. S. 306; biblio.unibe.ch (PDF; 27 MB) abgerufen am 18. September 2017.
42. ↑  Celestino Trezzini: Bartolomeo Bono Junior. S. 306; biblio.unibe.ch (PDF; 27 MB) abgerufen am 18. September 2017.
43. ↑  Bartolomeo Bono Junior. In: artistiticinesi-ineuropa.ch. Abgerufen am 21. September 2024.
44. ↑  Celestino Trezzini: Bianchi. S. 221; biblio.unibe.ch (PDF; 27 MB) abgerufen am 18. September 2017.
45. ↑  Bianco, Matteo. In: Ulrich Thieme, Felix Becker (Hrsg.): Allgemeines Lexikon der Bildenden Künstler von der Antike bis zur Gegenwart. Begründet von Ulrich Thieme und Felix Becker. Band 3: Bassano–Bickham. Wilhelm Engelmann, Leipzig 1909, S. 591 (Textarchiv – Internet Archive).
46. ↑  Bianco, Lodovico. In: Ulrich Thieme, Felix Becker (Hrsg.): Allgemeines Lexikon der Bildenden Künstler von der Antike bis zur Gegenwart. Begründet von Ulrich Thieme und Felix Becker. Band 3: Bassano–Bickham. Wilhelm Engelmann, Leipzig 1909, S. 591 (Textarchiv – Internet Archive).
47. ↑  Bianco, Luca. In: Ulrich Thieme, Felix Becker (Hrsg.): Allgemeines Lexikon der Bildenden Künstler von der Antike bis zur Gegenwart. Begründet von Ulrich Thieme und Felix Becker. Band 3: Bassano–Bickham. Wilhelm Engelmann, Leipzig 1909, S. 591 (Textarchiv – Internet Archive).
48. 1 2 3 4 5 6  Ursula Stevens: Bianchi. In: tessinerkuenstler-ineuropa.ch. 2016, abgerufen am 1. Oktober 2024.
49. ↑  Pompeo Bianchi. Abgerufen am 4. Oktober 2024.
50. ↑  Bianco, Giovanni. In: Ulrich Thieme, Felix Becker (Hrsg.): Allgemeines Lexikon der Bildenden Künstler von der Antike bis zur Gegenwart. Begründet von Ulrich Thieme und Felix Becker. Band 3: Bassano–Bickham. Wilhelm Engelmann, Leipzig 1909, S. 590 (Textarchiv – Internet Archive).
51. ↑  Pompeo Bianchi. Abgerufen am 4. Oktober 2024.
52. ↑  Laura Facchin: I Bianchi di Campione a Torino. In: Svizzeri a Torino. Edizioni Ticino Management, Arte&Storia, Lugano 2011.
53. ↑  Francesco Bianchi. In: magistri.partnertecnologico.it. Abgerufen am 1. Oktober 2024.
54. ↑  Celestino Trezzini: Giovanni Battista Bianchi. S. 221; biblio.unibe.ch (PDF; 27 MB) abgerufen am 18. September 2017.
55. ↑  Giovanni Battista Bianchi. In: Artisti italiani in Austria, von Alfons Kleiner, Feber 2004. Abgerufen am 10. November 2024.
56. ↑  Giovanni Battista Bianchi. In: Mariusz Karpowicz: Artisti ticinesi in Polonia nel ’600. Stato del Cantone Ticino, Bellinzona 1983, S. 164, 165, 166
57. ↑  Bianchi, Giovanni Battista. In: Ulrich Thieme, Felix Becker (Hrsg.): Allgemeines Lexikon der Bildenden Künstler von der Antike bis zur Gegenwart. Begründet von Ulrich Thieme und Felix Becker. Band 3: Bassano–Bickham. Wilhelm Engelmann, Leipzig 1909, S. 591 (Textarchiv – Internet Archive).
58. ↑  Celestino Trezzini: Brocco. S. 360; biblio.unibe.ch (PDF; 27 MB) abgerufen am 18. September 2017.
59. ↑  Brocco, Giovanni Andrea. In: Ulrich Thieme (Hrsg.): Allgemeines Lexikon der Bildenden Künstler von der Antike bis zur Gegenwart. Begründet von Ulrich Thieme und Felix Becker. Band 5: Brewer–Carlingen. E. A. Seemann, Leipzig 1911, S. 36 (Textarchiv – Internet Archive).
60. ↑  Brocchi, Andrea di Giovanni. In: Ulrich Thieme (Hrsg.): Allgemeines Lexikon der Bildenden Künstler von der Antike bis zur Gegenwart. Begründet von Ulrich Thieme und Felix Becker. Band 5: Brewer–Carlingen. E. A. Seemann, Leipzig 1911, S. 36 (Textarchiv – Internet Archive).
61. ↑  Francesco Brocchi. Abgerufen am 5. Oktober 2024.
62. ↑  Celestino Trezzini: Antonio Brocchi. In Historisch-Biographisches Lexikon der Schweiz, Band 8, Supplement, S. 33 (PDF Digitalisat, abgerufen am 13. Oktober 2017)
63. ↑  Brocco, Antonio. In: Ulrich Thieme (Hrsg.): Allgemeines Lexikon der Bildenden Künstler von der Antike bis zur Gegenwart. Begründet von Ulrich Thieme und Felix Becker. Band 5: Brewer–Carlingen. E. A. Seemann, Leipzig 1911, S. 36 (Textarchiv – Internet Archive).
64. 1 2  Brocco. In: artistiticinesi-ineuropa.ch. Abgerufen am 21. September 2024.
65. ↑  Literatur von und über Liste von Persönlichkeiten aus Campione d’Italia im Katalog der Deutschen Nationalbibliothek
66. ↑  Brocchi, Giovanni Antonio. In: Ulrich Thieme (Hrsg.): Allgemeines Lexikon der Bildenden Künstler von der Antike bis zur Gegenwart. Begründet von Ulrich Thieme und Felix Becker. Band 5: Brewer–Carlingen. E. A. Seemann, Leipzig 1911, S. 36 (Textarchiv – Internet Archive).
67. ↑  Giovanni Antonio Brocco. In: artistiticinesi-ineuropa.ch. Abgerufen am 21. September 2024.
68. ↑  Giovanni Antonio Brocco (italienisch) in treccani.it (abgerufen am: 6. März 2016.)
69. ↑  Literatur von und über Liste von Persönlichkeiten aus Campione d’Italia im Katalog der Deutschen Nationalbibliothek
70. ↑  Giovanni Antonio Brocco (italienisch) in treccani.it (abgerufen am: 6. März 2016)
71. ↑  Giovanni Antonio Brocco (italienisch) in treccani.it (abgerufen am: 6. März 2016)
72. 1 2  Solari. In: artistiticinesi-ineuropa.ch. Abgerufen am 21. September 2024.
73. ↑  Marco della Bolla. In: Artisti italiani in Austria, von Dietmar Zauchner, Mai 2003, überarbeitet von Eleonora Bliem-Scolari, Mai 2007, Werke Südtirol ergänzt von Sabine Moser, Oktober 2008; Abbildungen ergänzt von Stefanie Garber, Januar 2010. Abgerufen am 10. November 2024.
74. ↑  Bolla, Marco della. In: Ulrich Thieme, Felix Becker (Hrsg.): Allgemeines Lexikon der Bildenden Künstler von der Antike bis zur Gegenwart. Begründet von Ulrich Thieme und Felix Becker. Band 4: Bida–Brevoort. Wilhelm Engelmann, Leipzig 1910, S. 245 (Textarchiv – Internet Archive).
75. ↑  JJ. Krcálová-V. Nañková: Bussi. In: Alberto M. Ghisalberti (Hrsg.): Dizionario Biografico degli Italiani (DBI). Band 15: Buffoli–Caccianemici. Istituto della Enciclopedia Italiana, Rom 1972.
76. ↑  Bussi, Giovanni Battista. In: Ulrich Thieme (Hrsg.): Allgemeines Lexikon der Bildenden Künstler von der Antike bis zur Gegenwart. Begründet von Ulrich Thieme und Felix Becker. Band 5: Brewer–Carlingen. E. A. Seemann, Leipzig 1911, S. 293 (Textarchiv – Internet Archive).
77. ↑  Celestino Trezzini: Giovanni Battista Bussi. S. 460; biblio.unibe.ch (PDF; 29 MB) abgerufen am 18. September 2017
78. 1 2 3  Ursula Stevens: Giovanni Battista Bussi. In: tessinerkuenstler-ineuropa.ch. 2016, abgerufen am 25. Oktober 2024.
79. ↑  Campione, Zacharias. In: Ulrich Thieme (Hrsg.): Allgemeines Lexikon der Bildenden Künstler von der Antike bis zur Gegenwart. Begründet von Ulrich Thieme und Felix Becker. Band 5: Brewer–Carlingen. E. A. Seemann, Leipzig 1911, S. 475 (Textarchiv – Internet Archive).
80. ↑  Francesco Verda. In: magistri.partnertecnologico.it. Abgerufen am 18. Oktober 2024.
81. ↑  Ursula Stevens: Michele Angelo Prevosti. In: tessinerkuenstler-ineuropa.ch. 2016, abgerufen am 22. Oktober 2024.
82. ↑  Celestino Trezzini: Antonio Bezzola. In Historisch-Biographisches Lexikon der Schweiz. Band 8, Supplement, S. 22 (PDF Digitalisat), abgerufen am 9. Oktober 2017
83. ↑  Antonio Bezzola (italienisch) auf www.treccani.it/enciclopedia/
84. ↑  Mauro Cerutti: Cesare Rossi. In: Historisches Lexikon der Schweiz.  26. November 2010, abgerufen am 14. Dezember 2019.
85. ↑  Walter Habel (Hrsg.): Wer ist wer? Das deutsche Who’s who. 24. Ausgabe. Schmidt-Römhild, Lübeck 1985, ISBN 3-7950-2005-0, S. 6.
86. ↑  Don Sandro Vitalini gestorben auf rsi.ch/news/
87. ↑  Angelo Maugeri. Biografie und Bibliografie auf Viceversa Literatur (italienisch)
88. ↑  Fabrizio Mena Bibliografie. In: rsi.ch/rete-due/programmi